# Phaedrolosaurus
Phaedrolosaurus ilikensis
Genre
Espèce
Phaedrolosaurus ilikensis est un genre éteint, aujourd’hui considéré comme non valide ou douteux (nomen dubium), de petits dinosaures théropodes. Il n'est représenté que par l'espèce Phaedrolosaurus ilikensis
Le genre était basé à l'origine sur une dent isolée. Plus tard, sur un autre site, une partie d'une patte arrière inférieure droite comprenant le tibia, trois morceaux de la fibula (péroné), du calcanéum et de l'astragale lui a été rattaché. Ces fossiles proviennent du Xinjiang (Chine) et sont datés du Crétacé inférieur.

## Historique
La dent, IVPP V 4024-1, est décrite et nommée par Dong Zhiming en 1973 comme un nouveau genre et une nouvelle espèce. 
Le nom générique est dérivé du grec, Phèdre, exalté, se référant à l'agilité de l'animal. Le nom spécifique se rapporte à la formation Ilike. Dong a déclaré que la dent, longue de trente et un millimètres, était comme celle de Deinonychus, bien plus épaisse, plus courte, et plus solide. Il considérait le nouveau genre comme un possible Dromaeosaurus. 

## Révision
En 2005, Oliver Rauhut et Xing Xu ont repris la description de fossiles découverts dans le Crétacé inférieur du Xinjiang dans le Nord-Ouest de la Chine dans les années 1970, et érigés en genres et espèces : 
- les vertèbres et le métacarpe I de Tugulusaurus faciles qu'ils considèrent comme un taxon valide de coelusaurien basal ;
- la dent isolée de Phaedrolosaurus ilikensis qu'ils déclassent en nomen dubium ;
- le membre postérieur partiel de Phaedrolosaurus ilikensis, qu'ils attribuent à un nouveau taxon de maniraptoriens, Xinjiangovenator parvus, sur la base de la présence d'un condyle fibulaire développé sur l'arrière du haut du tibia et d'un sillon longitudinal sur le côté antérieur du haut du péroné[2].